# CK MUSIC
『CK MUSIC』（シーケーミュージック）はC&Kの4枚目のメジャーオリジナルアルバムである。2015年10月14日発売。発売元はユニバーサルミュージック。

## 解説
- 前作『CK AND MORE...』から約1年11ヶ月振りとなるオリジナルアルバム。
- オリコンアルバムチャートでは最高7位を記録。アルバムでの自己最高位を更新した。
- 初回限定盤には、2015年7月5日に鹿児島アリーナで行われた「C&K 地元です。KEENの地元でワンマンです。」の鹿児島公演でのライブ映像を収録したDVDを付属。

## 収録曲

### CD
1. C&KΦ【opening】
2. ※がある
3. キミノ言葉デ
13thシングル
4. 1日の向こう側
5. 心の糸
6. 終わりなき輪舞曲
11thシングル
7. WARAEBA A-YO feat. オーサカ=モノレール
8. パーティ☆キング (P××K×× remix) feat.九州男，TEE
12thシングルのリミックス
9. ONCE MORE
10. Listen
11. カモメ (C&Kの曲)|カモメ
配信シングル
12. BYE BYE BOO
13. MENDOKUSE
14. ラブリーデイ
15. パーティ☆キング【encore】
12thシングルのシングルバージョン

### DVD
- C&K 地元です。KEENの地元でワンマンです。in 鹿児島アリーナ supported by 岩川醸造(株)

1. to di Bone
2. ジャパンパン〜日本全国地元化計画〜
3. milky way
4. HOTEL NETTAI-YA
5. 梅雨明け宣言
6. アイアイのうた〜僕とキミと僕等の日々〜
7. 続→60億分の1
8. ジェニファー何度もあなたに恋をする
9. JOY A LIFE
10. みんなのうた
11. 幸せのディスタンス
12. 愛を浴びて、僕がいる
13. 終わりなき輪舞曲
14. DANCE☆MAN (WOKKY WOKKY×BOGGIE WOGGIE)
15. EVERYBODY (funcaster☆remix)
16. パーティ☆キング
17. CK目離ぃ〜娯乱島
18. 歩きだせ【ENCORE】
19. キミノ言葉デ【ENCORE】
20. にわとりのうた【ENCORE】
21. 踊LOCCA〜around the world 新たなる冒険〜【ENCORE】